# Aspalathus oliveri
Aspalathus oliveri är en ärtväxtart som beskrevs av Rolf Martin Theodor Dahlgren. Aspalathus oliveri ingår i släktet Aspalathus och familjen ärtväxter. Inga underarter finns listade i Catalogue of Life.